# Mito da Wehrmacht inocente

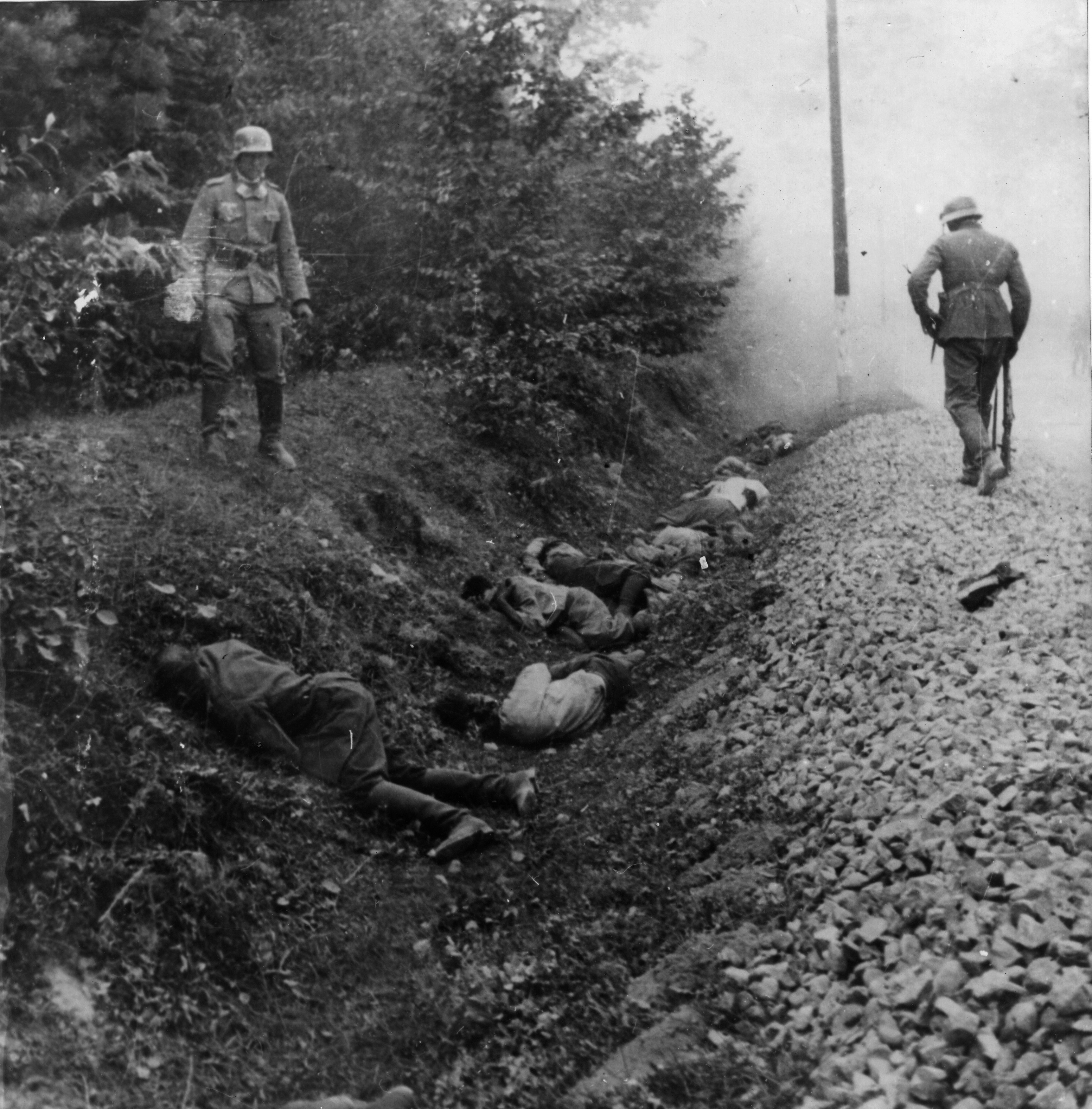
Cerca de 300 soldados poloneses foram executados por militares da Wehrmacht, perto da cidade de Ciepielów, em 9 de setembro de 1939.

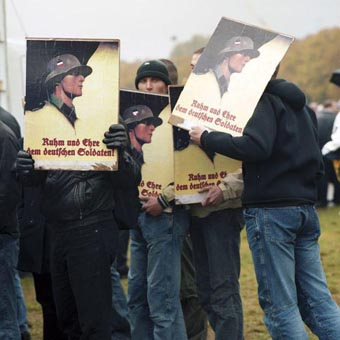
Neonazistas protestando contra o Wehrmachtsausstellung, uma exibição que começou em março de 1995 para exibir os crimes de guerra da Wehrmacht.

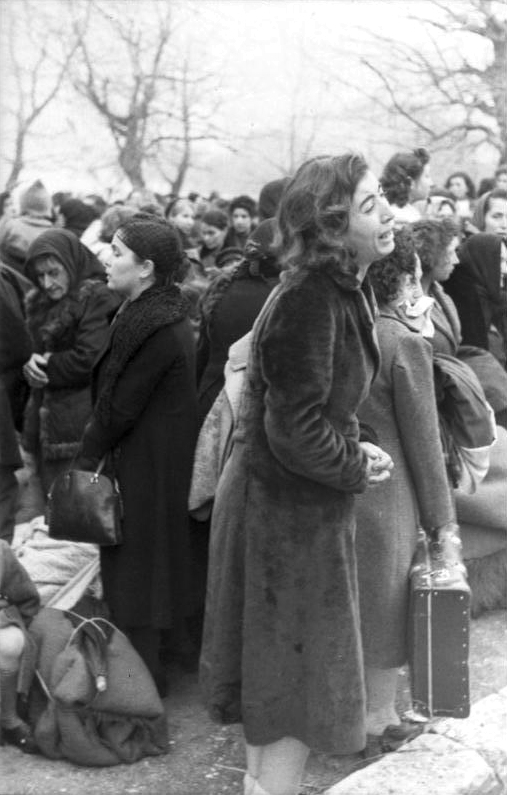
Uma mulher chora durante a deportação dos Judeus de Ioannina, na Grécia, em 25 de Março de 1944. A deportação foi imposta pelo exército alemão. Quase todos os deportados foram assassinados em 11 de abril de 1944 ou pouco depois, quando o trem que os transportava chegou a Auschwitz-Birkenau.

O mito da inocência da Wehrmacht (em alemão: Saubere Wehrmacht) é a falsa noção (ou lenda) de que o exército regular alemão (a Wehrmacht) não se envolveu com o Holocausto ou com outros crimes de guerra durante a Segunda Guerra Mundial. O mito nega a culpabilidade do comando do exército alemão de planejar ou participar dos crimes contra a humanidade perpetrados pelos nazistas. Mesmo onde os crimes de guerra e a campanha de extermínio estavam sendo levadas a frente, particularmente na União Soviética — onde os nazistas viam a população local como "sub-humanos" governados por "bolchevistas judeus" — a noção existia que as atrocidades eram cometidas por "soldados do Partido", a Schutzstaffel (SS), e não soldados regulares alemães.
O mito começou a tomar forma durante os Julgamentos de Nuremberg, entre 20 de novembro de 1945 e 1 de outubro de 1946. Franz Halder e outros líderes da Wehrmacht assinaram um memorando dos generais, intitulado "O Exército Alemão de 1920 a 1945", que expôs seus principais elementos. O memorando foi uma tentativa de absolver de culpa a Wehrmacht dos crimes de guerra dos nazistas. As potências Ocidentais estavam preocupadas com o começo da Guerra Fria e queriam que a Alemanha Ocidental começasse a se rearmar para conter a ameaça soviética à Europa. Em 1950, o chanceler alemão, Konrad Adenauer, se encontrou com antigos oficiais da Wehrmacht para discutir o rearmamento da Alemanha Ocidental e o Memorando de Himmerod foi firmado. Este memorando estipulou as condições que estabeleciam como a Alemanha Ocidental se rearmaria: os criminosos de guerra seriam libertados, a difamação do soldado alemão que serviu na guerra iria cessar e a opinião externa a respeito da Wehrmacht seria transformada. Dwight D. Eisenhower, que havia anteriormente descrito a Wehrmacht como "nazista", mudou de opinião por concordar com o rearmamento alemão. Os britânicos também não queriam mais levar a julgamento generais alemães culpados de crimes contra a humanidade e aceitaram libertar os oficiais alemães que ainda estavam em suas prisões.
Konrad Adenauer cortejou o voto de veteranos e assinou várias leis de anistia porque havia muita simpatia alemã por seus criminosos de guerra. O Alto Comissário Britânico sentiu-se compelido a lembrar o público da Alemanha Ocidental que esses criminosos participaram de assassinatos de cidadãos Aliados. O general Halder começou a trabalhar com o Centro de História Militar do Exército dos Estados Unidos. Seu papel era reunir e supervisionar ex-oficiais da Wehrmacht para escrever uma série de livros de memórias a respeito da história da Frente Oriental. Ele supervisionou os trabalhos literários de mais de setecentos antigos oficiais do exército alemão e começou a disseminar a lenda da inocência da Wehrmacht através de suas conexões. Oficiais e generais da Wehrmacht produziram suas memórias que seguiam a tendência do mito, que acabou sendo bem popular. Heinz Guderian e Erich von Manstein, por exemplo, escreveram bestsellers a respeito de suas memórias de guerra. Manstein contribuiu para o mito enquanto seu advogado defendia as ordens dadas no exército alemão para atirar contra civis e outros crimes de guerra, como saques e estupros. Após Manstein ter sido condenado, seu advogado convocou vários famosos para defender sua libertação na base de que a Guerra Fria exigia a soltura de bons oficiais alemães.
A mudança na consciência pública alemã sobre esse tema começaria a mudar na década de 1990. O Instituto de Pesquisa Social de Hamburgo iniciou uma exibição chamada de Wehrmachtsausstellung (alemão para "Exibição Wehrmacht"), em 1995, que expôs em detalhes os crimes de guerra perpetrados pela Wehrmacht para uma audiência enorme e começou um grande debate a respeito do assunto e uma reavaliação do mito. A exibição mostrou mais de 1380 imagens gráficas de tropas "ordinárias" da Wehrmacht que foram cúmplices nos crimes contra a humanidade feitos durante a guerra. O historiador alemão Hannes Heer escreveu que os crimes de guerra do exército alemão durante a Segunda Grande Guerra foram encobertos por acadêmicos e pelos militares. Outro historiador, Wolfram Wette, afirmou que o mito da Wehrmacht limpa foi um "perjúrio coletivo". A geração que vivenciou a guerra continuou a perpetuar o mito, com vigor e determinação, com muitos defendendo que o principal foco da Frente Oriental era uma pura luta contra o comunismo e não uma guerra de extermínio contra eslavos e outras raças que os nazistas julgavam como inferiores (como foi o caso também). Eles suprimiram informações e manipularam as políticas governamentais; mas conforme essa geração foi sucumbindo pela idade, não havia mais pressão para manter a fachada de que a Wehrmacht não colaborou ou participou ativamente de algumas das piores atrocidades cometidas pelo Terceiro Reich.